# Hodder & Stoughton
Hodder & Stoughton è una casa editrice britannica, dal 2004 di proprietà del gruppo Hachette.

## Storia
L'azienda ha le sue origini negli anni 1840, quando il quattordicenne Matthew Hodder viene assunto da Jackson e Walford, editori ufficiali della Congregational Union. Nel 1861 l'azienda divenne Jackson, Walford e Hodder; ma nel 1868 Jackson e Walford si ritirarono e Thomas Wilberforce Stoughton si unì all'impresa, creando Hodder & Stoughton.
Hodder & Stoughton pubblicò opere sia religiose sia secolari: fu accettata solo gradualmente la narrativa, ancora soggetta a "censura morale" nella prima parte del XX secolo. Matthew Hodder era dubbioso sul Rubaiyat di Omar Khayyam, e la compagnia rifiutò Il cappello verde (The Green Hat) di Michael Arlen, un romanzo pubblicato da Collins nel 1924.
Gli anni venti del Novecento portarono un'esplosione di narrativa commerciale a prezzi incredibili: la serie "Yellow Jackets" di Hodder furono i precursori dei primi tascabili e includevano bestseller di John Buchan, Edgar Wallace e Dornford Yates. Nel 1928, la società divenne l'editore britannico esclusivo con copertina rigida della serie di romanzi d'avventura di Leslie Charteris de Il santo, pubblicando tutte le 50 prime edizioni britanniche della serie fino al 1983. In questo decennio acquisirono anche la proprietà della rivista medica The Lancet.
Hodder e Stoughton furono anche gli ideatori della linea Teach Yourself di libri di autoistruzione, che sono ancora pubblicati attraverso la divisione educativa di Hodder Headline. Con l'espansione della società in patria e all'estero, il catalogo di Hodder & Stoughton si è ampliato fino a includere diverse opere di Winston Churchill.
Nel 1953 pubblicarono La conquista dell'Everest (The Ascent of Everest) di sir John Hunt, e iniziarono la loro lunga collaborazione con lo scrittore di thriller John Creasey. Negli anni sessanta l'elenco dei romanzi di Hodder e Stoughton si allargò fino a includere molti autori commerciali di qualità, tra cui Mary Stewart. L'editoria di saggistica comprendeva Anatomy of Britain di Anthony Sampson nel 1962. Un altro titolo degno di nota nella sfera dei bambini era la pubblicazione Brockhampton Press del 1969 di Asterix di Goscinny e Uderzo.
Nel 1974 fu pubblicato La talpa (Tinker, Tailor, Soldier, Spy) di John le Carré con grande successo di critica. Nel 1981 la società acquisì la New English Library, un marchio creato dall'American Times Mirror Company che pubblicava opere di diversi generi tra cui fantasy, fantascienza e thriller e comprendeva libri di James Herbert e Stephen King.
Nel 1986 Hodder & Stoughton ha introdotto Sceptre come marchio da affiancare ai marchi del mercato di massa Coronet e NEL. Originariamente pubblicando solo in brossura, i primi libri nell'elenco Sceptre includevano La lista di Schindler (Schindler's Ark) di Thomas Keneally che vinse il Booker Prize nel 1982. Hodder & Stoughton hanno anche vinto il Booker Prize nel 1985 con la pubblicazione di The Bone People di Keri Hulme, originariamente acquisito dal suo Ufficio in Nuova Zelanda.
Altri libri degni di nota nella lista di Hodder & Stoughton in questo decennio includono I cercatori di conchiglie (The Shell Seekers) di Rosamunde Pilcher e E liberaci dal padre (A Great Deliverance) di Elizabeth George.
Nel 1993, Headline ha acquistato Hodder & Stoughton e la società è diventata una divisione di Hodder Headline Ltd. Nel 1997 Sceptre pubblicò Ritorno a Cold Mountain (Cold Mountain) di Charles Frazier.
Nel 1999, Hodder Headline è stata acquisita da W H Smith. Sempre nel 1999, Hodder ha acquisito l'editore per bambini Wayland Publishers da Wolters Kluwer.
Nel 2002 Hodder Headline Ltd ha acquisito John Murray e due anni dopo Hodder Headline è stata acquistata da Hachette Livre, che già possedeva gli editori britannici Orion e Octopus. Quando Hachette acquisì anche Time Warner Book Group divenne l'editore principale del Regno Unito. La lista degli autori di Hodder & Stoughton comprende ora John Connolly, Jeffery Deaver, John Grisham, Sophie Hannah, Stephen King, Jodi Picoult, Peter Robinson e Robyn Young.
Nel 2014, Hodder ha acquisito l'editore indipendente Quercus.